# Brandon Underwood
Brandon Dante Underwood (Hamilton, 24 giugno 1986) è un giocatore di football americano statunitense che gioca nel ruolo di cornerback per i Dallas Cowboys nella National Football League (NFL). Fu scelto nel corso del sesto giro (187º assoluto) al Draft NFL 2009 dai Green Bay Packers. Al college giocò a football dapprima alla Ohio State University e poi alla Cincinnati University.

## Carriera professionistica

### Green Bay Packers
Underwood fu scelto al sesto giro del Draft 2009 dai Green Bay Packers. Il 16 giugno 2009 firmò un contratto quadriennale del valore di 1,852 milioni di dollari di cui 102.200 di bonus alla firma. Il 18 ottobre 2009 debuttò nella NFL contro i Detroit Lions. Nelle sue due stagioni trovò pochi spazi, giocò soprattutto negli special team.
Il 3 settembre 2011 venne svincolato.

### Oakland Raiders
Il 16 febbraio 2012 firmò con i Raiders un contratto annuale del valore di 540.000 dollari. Il 31 agosto venne messo sulla lista infortunati per un problema all'anca. Il 7 settembre venne svincolato infortunato dopo aver raggiunto un accordo assicurativo.

### Dallas Cowboys
Nel 2013, Underwood firmò con i Cowboys un contratto di due anni del valore di 1,2 milioni di dollari.

## Vittorie e premi
- Super Bowl : 1

Green Bay Packers: Super Bowl XLV
- National Football Conference Championship: 1

Green Bay Packers: 2010

## Statistiche
| Partite totali             | 23 |
| Partite totali da titolare | 0  |
| Tackle totali              | 21 |
| Sack                       | 0  |
| Intercetti                 | 0  |
| Fumble forzati             | 0  |
| Fumble recuperati          | 0  |
| Passaggi deviati           | 0  |

Statistiche aggiornate alla stagione 2012